# Felsőszépfalu
Felsőszépfalu (1899-ig Felső-Sunyava, szlovákul: Vyšná Šuňava, németül: Ober-Schönau) Szépfalu településrésze, 1974-ig önálló falu Szlovákiában, az Eperjesi kerületben, a Poprádi járásban.

## Fekvése
Poprádtól 17 km-re nyugatra fekszik. Szépfalu nyugati részét képezi.

## Története
A Szépfalui birtok közvetlen szomszédságába – a későbbi Alsószépfaluba – a 15. században a német jog alapján új telepesek érkeztek. 1646-ban Felsőszépfalu birtoka a jezsuitáké lett, akik 1765-ben kis templomot is építettek ide. A 17.-18. században a környező hegyekben betyárok tanyáztak, akik sokszor megtámadták az arra utazókat. Leghíresebb közülük Juraj Jánošík volt, akinek alakja ma is él a nép elbeszéléseiben. 1773-ban „Wissna Sunjawa” alakban szerepel az írott forrásokban. 1787-ben 43 házában 376 lakos élt, akik főként mezőgazdasággal, erdei munkákkal foglalkoztak.
A 18. század végén Vályi András így ír róla: „Alsó, Felső Sunyava. Tót faluk Szepes Várm. földes Urok a’ Tudományi Kintstár, és a’ Szepesi Püspök, lakosai katolikusok, fekszik a’ Felső Alsó Sunyavához közel, mellynek filiája; Lucsivnához fél mértföldnyire; határjai meglehetősek néhol, de nagyobb része sovány.”
A falu 1820-ban leégett. 1831-ben kolerajárvány pusztított. 1848-ban a falu lakói kiálltak a szlovák nemzeti eszmék mellett.
Fényes Elek 1851-ben kiadott geográfiai szótárában így ír a faluról: „Alsó- és Felső-Sunyava, 2 tót falu, Szepes vgyében, Liptó vmegye szélén, igen erdős, hegyes vidéken. Az elsőben lakik 607, a másodikban 492 katholikus. Vizimalma mind a két helységnek van; határuk sovány; erdejök sok. F. u. a szepesi püspök, Felsőnek az alapitványi kincstár. Ut. p. Horka.”
1898-ban és 1905-ben tűzvészek pusztítottak. Az utóbbi tűzvészben 15 lakóház égett le. Lakói mezőgazdasággal, erdei munkákkal foglalkoztak, később egy részük a közeli Szvit üzemeiben dolgozott. 1910-ben 668, túlnyomórészt szlovák lakosa volt. A trianoni diktátumig Szepes vármegye Szepesszombati járásához tartozott.
1974-ben egyesítették Alsószépfaluval.

## Nevezetességei
- Szent Miklós temploma 1832-ben épült barokk stílusban.

## Lásd még
- Szépfalu
- Alsószépfalu